# Kriminalpolizei (Alemania nazi)
La Kriminalpolizei o KriPo (en español, «Policía criminal») fue el organismo estatal que se encargó de las investigaciones criminales en la Alemania nazi. Tras el comienzo de la Segunda Guerra Mundial, el 29 de septiembre de 1939 fue integrada en la Oficina Central de Seguridad del Reich (RSHA) como la Amt V (Departamento V), el cual estuvo vigente desde el hasta el final de la contienda en 1945.

## Historia
Después de que Hitler llegara al poder en enero de 1933, pronto comenzó un programa de nazificación de todos los aspectos de la vida alemana, con el fin de consolidar la presencia del partido nazi en el poder. En julio de 1936 la Kripo se convirtió en el Departamento de Policía Criminal para todo el Reich (Reichskriminalpolizeiamt, o RKPA). Por ello, fue fusionada junto con la Gestapo en la Sicherheitspolizei (SiPo). En ese momento, Reinhard Heydrich se encontraba al mando de la SiPo (Gestapo y Kripo) y del Sicherheitsdienst (SD). Arthur Nebe fue nombrado jefe de la Kriminalpolizei (Kripo) en 1938 y como tal respondía ante Heydrich.
En septiembre de 1939 fue creada la Reichssicherheitshauptamt (RSHA), o más conocido como la Oficina Central de Seguridad del Reich, como la organización de departamentos para las distintas agencias estatales de investigación  seguridad. La SiPo fue oficialmente abolida y sus departamentos (Gestapo y Kripo) se integraron en la RSHA. La Kripo se convirtió en el Amt V (Departamento V), o la Policía criminal de la RSHA, que también fue denominado como el Reichskriminalpolizeiamt (Departamento de Policía Criminal del Reich o RKPA). La Kripo siguió estando dirigida por Arthur Nebe hasta 1944, cuando se descubrió la participación de este en el fallido intento de asesinar a Adolf Hitler en el 20 de julio. Después de esto, en el último año de su existencia el Amt V respondió directamente ante Ernst Kaltenbrunner, el jefe de la RSHA después del asesinato de Heydrich en 1942.
Los  Kriminalpolizei eran detectives en su mayoría vestidos de civil, que trabajaban en conjunto con la Ordnungspolizei, la rama uniformada de la policía, y otras agencias como la Geheime Feldpolizei. La Kripo se organizó en un sistema de estructura jerárquica, con oficinas centrales incluso en todos los pueblos y ciudades pequeñas. Estas, a su vez, respondían ante las oficinas de las grandes ciudades alemanas, que a su vez respondían ante la Oficina Central de la KriPo en Berlín. Durante la contienda también dedicaron sus esfuerzos a combatir tanto el floreciente mercado negro como los robos que se producían en las viviendas o factorías abandonadas tras los bombardeos aliados. Los miembros de la KriPo también constituyeron una fuente de efectivos para los Einsatzgruppen y muchos de sus comandantes, incluido Arthur Nebe, fueron asignados como líderes de estos comandos. Como parte de las doctrinas nazis, la Rassenhygienische und Bevolkerungsbiologische Forschungsstelle (en español: Unidad de investigación de Higiene racial y biología demográfica) liderada por el Dr. Robert Ritter fue agregada a la Kriminalpolizei. Su principal función era crear perfiles raciales de las poblaciones no-arias, en particular de los gitanos. Así pues, tanto la Gestapo como la KriPo coordinaron sus políticas sobre cómo actuar contra las poblaciones gitanas.

## Organización

### Estructura

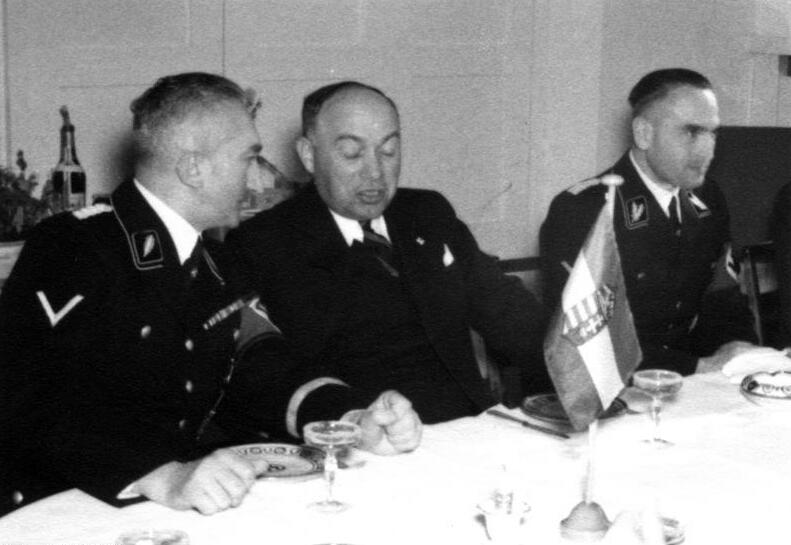
El SS-Gruppenführer Arthur Nebe, Director de la Kripo; el Dr. Boor, agregado policial de Hungría y el Dr. Werner Best, especialista del SD en un reunión en Berlín (1939).

La Kripo fue un servicio activo que detentaba el poder ejecutivo en materia criminal. Su servicio central tenía una nómina de 1.200 agentes, divididos en cuatro secciones:
- V A: Policía Criminal y Medidas Preventivas.
- V B: Policía Criminal represiva. Crímenes y delitos.
- V C: Identificación en Investigaciones.
- V D: Instituto Técnico Criminal de la SiPo (Gestapo + KriPo).

### Mandos
- SS Gruppenführer Arthur Nebe (29 de septiembre de 1939 - 20 de julio de 1944)
- SS Oberführer Friedrich Panzinger (21 de julio de 1944 - 2 de mayo de 1945)

## En la cultura popular
- En la novela Patria de Robert Harris, el personaje principal es el SS Sturmbannführer Xavier March, un investigador de la Kripo en la Alemania Nazi de 1964, en un supuesto escenario donde Hitler había ganado la Segunda Guerra Mundial.
- En la serie de novelas Berlin Noir del autor Philip Kerr, el protagonista Bernie Gunther es un detective privado antiguo miembro de la Kripo.